# Oliver McQuaid
Oliver McQuaid (* 10. Juli 1954 in Dublin) ist ein ehemaliger irischer Radrennfahrer.

## Sportliche Laufbahn
McQuaid war Straßenradsportler und Teilnehmer der Olympischen Sommerspiele 1976 in Montreal. Im olympischen Straßenrennen schied er aus.
1977 gewann er eine Etappe der Irland-Rundfahrt, die er beim Sieg von Ángel Arroyo auf dem 4. Platz beendete. 1983 gelang ihm im Dairy Rás Tailteann ein Tageserfolg. McQuaid gewann in Irland einige Eintagesrennen und Etappen kürzerer Rundfahrten.

## Familiäres
Er ist der Bruder von Kieron McQuaid und Pat McQuaid sowie Cousin von John McQuaid, die ebenfalls Radrennfahrer waren.